# 442

## Догађаји
- Валентинијан III прави брачну понуду за своју најстарију ћерку Евдокију и Генсерикевог сина Хунерика. Он је већ ожењен визиготском принцезом, а Генсерик одлучује да га ослободи обавеза оптужујући је да покушава да га отрује. Оставља је осакаћену – одсечени су јој уши и нос – и шаље је назад њеном оцу Теодориху I, у Тулуз (Галија).
- Хуни у војном походу дуж Дунава и Велику Мораву уништавају град Наис (савремена Србија). Савладали су технологију опсаде и способни су да заузму утврђене градове. Римски сенат пристаје да Атили плаћа данак од 700 фунти злата годишње.
- Крај Вандалског рата (439-442): Цар Валентинијан III потписује мировни уговор са краљем Генсериком и признаје Вандалско краљевство. Он му даје суверенитет над већим делом Африке. Генсерик враћа Сицилију и Мауретанију (Алжир и Мароко). Ово означава крај вандалских миграција; насељавају се у северној Африци, са Картагином као престоницом.
- Подигнут је манастир Светог архимандрита Шенуде (Бели манастир) код Сохага (Египат).